# Giochi Elettronici Competitivi
Giochi Elettronici Competitivi (GEC) è un'organizzazione italiana che si occupa di sport elettronici.
Fa parte di ASI, disciplinando i giocatori, le multigaming, le sale LAN, gli organizzatori di eventi e supportando le aziende e i brand presenti sul territorio italiano. 
A dicembre 2017 GEC contava più di 75 associazioni affiliate, oltre 50.000 atleti tesserati e più di 750 tornei ufficiali in Italia.
Nello stesso periodo del 2018, il numero è salito a 110 associazioni affiliate, 65.000 atleti tesserati e circa 1250 tornei all'attivo sul territorio nazionale.

## Storia
GEC nasce da un'idea di Michele Bertocchi in occasione della conferenza stampa tenutasi il 27 ottobre 2014 durante la quale ASI - ente di promozione sportiva riconosciuta dal CONI - ha ufficialmente riconosciuto Giochi Elettronici Competitivi organizzazione responsabile della regolamentazione degli eSports per il solo circuito ASI.
GEC nasce per:
- Regolamentare e promuovere come discipline sportive gli e-Sport in Italia
- Diffondere ed insegnare un corretto utilizzo dei videogame
- Far crescere e sviluppare l’industria del gaming

## Lega Prima
A settembre 2016 GEC e Romics hanno dato vita al primo campionato nazionale di sport elettronici Lega Prima. Alla kermesse partecipano le migliore otto squadre italiane e per la prima edizione è stato scelto come titolo League of Legends. In occasione della XX edizione del Romics, tenutasi dal 29 settembre al 2 ottobre 2016, sono state giocate dal vivo le prime due giornate del campionato che ha visto il proseguimento online fino a conclusione delle finali presso la XXI edizione del Romics ad aprile 2017.
L'ultima edizione del campionato si è svolta ad aprile del 2018, con un montepremi di 12.000€ ed il coinvolgimento delle migliori realtà sportive del momento.

## Formazione sportiva
Nel 2018 GEC inaugura il Corso di Allenatori di esport di 1º livello con certificazione tecnica ASI, nell'ambito della formazione nazionale del CONI per il conseguimento delle qualifiche degli operatori sportivi.

## Giochi principali seguiti
- League of Legends
- Fifa 19
- Fortnite Battle Royale
- Counter-Strike: Global Offensive
- Hearthstone: Heroes of Warcraft
- Overwatch
- Rainbow Six | Siege
- Clash Royale